# Івонан
Івонан (фр. Yvonand) — громада  в Швейцарії в кантоні Во, округ Юра-Нор-Водуа.

## Географія
Громада розташована на відстані близько 60 км на захід від Берна, 31 км на північ від Лозанни.
Івонан має площу 13,4 км², з яких на 13% дозволяється будівництво (житлове та будівництво доріг), 52,6% використовуються в сільськогосподарських цілях, 31,7% зайнято лісами, 2,7% не є продуктивними (річки, льодовики або гори).

## Демографія
2019 року в громаді мешкало 3432 особи (+35,3% порівняно з 2010 роком), іноземців було 15%. Густота населення становила 256 осіб/км².
За віковим діапазоном населення розподілялося таким чином: 23% — особи молодші 20 років, 58,9% — особи у віці 20—64 років, 18% — особи у віці 65 років та старші. Було 1451 помешкань (у середньому 2,3 особи в помешканні).
Із загальної кількості 1007 працюючих 40 було зайнятих в первинному секторі, 270 — в обробній промисловості, 697 — в галузі послуг.